# Йоланд
Вижте пояснителната страница за други значения на Йоланд.
Йоланд (на шведски: Öland) е шведски остров, разположен в Балтийско море, близо до град Калмар. Със своите 1344 km2 това е и вторият по големина остров в Швеция (след Готланд). Населението на острова към 31 декември 2013 година е 24 987 души, но по време на шведския празник Мидсомар на острова често се събират около 500 000 души. Остров Йоланд е естествено отделен от основната земя с протока Калмарсунд, но е достъпен посредством шесткилометровия мост Йоланд, изграден през 1972 година. Остров Йоланд е и най-малката историческа провинция на Швеция, която е част от бивше административно деление на Швеция. Съвременното административно деление включва остров Йоланд в рамките на лен Калмар.
Островът има богата история, чието начало е поставено през 8 – 6 хилядолетие пр.н.е. с първите преселници. Редица археологически находки от каменната, желязната и викингската епоха, като фортификационни съоръжения, останки от селища и комплексни погребални церемонии, свидетелстват за живота на местното население и са ценен източник на информация за епохата. Историята на остров Йоланд продължава и през времената на Кралство Швеция, белязана от властта на шведските крале, а по-късно и от събитията около двете световни войни.
Поминъкът на остров Йоланд е на основата на земеделие, риболов и търговия, като продължава да се базира на тези сектори и през 20 век. На острова съществуват няколко индустриални предприятия, но към 21 век повечето от тях са разрушени с изключение на няколко фабрики от леката промишленост. Туризмът е важно звено на приходи за острова, значително улеснен след построяването на моста над протока Калмарсунд.
Островът се характеризира с дълга брегова ивица, редуваща абразивни, каменисти, песъчливи и тревисти плажове. Пясъчните плажове са сред най-дългите в Северна Европа. Водните ресурси на остров Йоланд са оскъдни, но въпреки това има малки езера, блата и реки.
В рамките на остров Йоланд се намират няколко природни парка, най-известният от които е „Стура Алварет“. Сухите и безплодни почви на тази територия позволяват живот единствено на няколко специфични вида растения и животни. Територията на „Стура Алварет“ е част от по-голяма област, включена в списъка на световното културно и природно наследство на ЮНЕСКО под името Аграрен район на Южен Йоланд.
Символ на остров Йоланд са стотиците вятърни мелници, част от които датират от Средновековието. Интересни и полезни в миналото са няколкото морски фара на острова. Един от тези фарове, наречен „Дългият Ян“ е и най-високият морски фар в Швеция. Други забележителни места са замъкът Борихолм, кралската резиденция „Солиден“ и крепостта от каменната епоха Екеторп.

## Административно устройство
Историческото деление на Швеция отделя острова като самостоятелна провинция, но този статут няма никаква съвременна административна или политическа функция, а носи преди всичко историческа и културна идентичност. В рамките на текущото административно деление на Швеция, остров Йоланд е част от лен Калмар и се подразделя на две общини – Борихолм и Мьорбюлонга. За много кратък период от време между 1819 и 1826 година островът е обособен като самостоятелен лен Йоланд, но преди този период (още от 1634 година) и след него остров Йоланд е включен в рамките на съвременния лен Калмар.
На 7 юли 2009 година, паралелно с изборите за Европейски парламент, към жителите на общините Мьорбюлонга и Борихолм е отправено допитване за сливане на двете общини на остров Йоланд в рамките на една административна единица. Резултатът от допитването е 56 % отрицателен вот, което е причина общините да останат отделени една от друга.

### Исторически административни деления на Йоланд
Най-ранната административна уредба на острова е от преди 1436 година и включва разделение на шест административни единици наречени херад (на шведски: härad). Оригиналните имена на отделните херад са „Алгутсрумс херад“ (Algutsrums härad), „Гресгордс херад“ (Gräsgårds härad), „Мьоклебю херад“ (Möckleby härad), „Окербу херад“ (Åkerbo härad), „Рунстенс херад“ (Runstens härad) и „Слетбу херад“ (Slättbo härad). Това разделение се запазва до 1862 година, когато в Швеция се извършва административна реформа .
От 1862 година територията на остров Йоланд е разделена на 34 административни единици, сукен (на шведски: socken), наречени според основното населено място – „Албьоке сукен“ (Alböke socken), „Алгутструмс сукен“ (Algutsrums socken), „Бредсетра сукен“ (Bredsätra socken), „Борихолм стад“ (Borgholm stad), „Бьода сукен“ (Böda socken), „Вентлинге сукен“ (Ventlinge socken), „Виклебю сукен“ (Vickleby socken), „Гердсльоса сукен“ (Gärdslösa socken), „Гльоминге сукен“ (Glömminge socken), „Гордбю сукен“ (Gårdby socken), „Гресгордс сукен“ (Gräsgårds socken), „Егбю сукен“ (Egby socken), „Кастльоса сукен“ (Kastlösa socken), „Лонгльотс сукен“ (Långlöts socken), „Льотс сукен“ (Löts socken), „Мьорбюлонга сукен“ (Mörbylånga socken), „Нора Мьоклебю сукен“ (Norra Möckleby socken), „Ос сукен“ (Ås socken), „Першнес сукен“ (Persnäs socken), „Реплинге сукен“ (Räpplinge socken), „Ресму сукен“ (Resmo socken), „Рунстенс сукен“ (Runstens socken), „Сандбю сукен“ (Sandby socken), „Сегерштадс сукен“ (Segerstads socken), „Смедбю сукен“ (Smedby socken), „Стеноса сукен“ (Stenåsa socken), „Сьодра Мьоклебю сукен“ (Södra Möckleby socken), „Торшлунда сукен“ (Torslunda socken), „Фьора сукен“ (Föra socken), „Хултерстадс сукен“ (Hulterstads socken), „Хьогбю сукен“ (Högby socken), „Хьогсрумс сукен“ (Högsrums socken), „Шела сукен“ (Källa socken) и „Шьопингс сукен“ (Köpings socken). Забележително е, че Борихолм е със самостоятелен административен статут на исторически град (stad).
След административна реформа от 1952 година , тези малки административни единици се обединяват в седем големи общини (на шведски: landskommun) – „Борихолм стад“ (Borgholm stad), „Гердсльоса ландскомун“ (Gärdslösa landskommun), „Йоланд-Окербу ландскомун“ (Ölands-Åkerbo landskommun), „Мьорбюлонга ландскомун“ (Mörbylånga landskommun), „Отенбю ландскомун“ (Ottenby landskommun), „Торшлунда ландскомун“ (Torslunda landskommun) и „Шьопингсвикс ландскомун“ (Köpingsviks landskommun) . Град Борихолм запазва своя исторически статут.
През 1971 година има нова административна реформа , която обособява и съвременните общини (на шведски: kommun) – Борихолм (Borgholms kommun) и Мьорбюлонга (Mörbylånga kommun). Окончателният вид на административното деление на остров Йоланд е завършено през 1974 година.

## История
Археологическите проучвания сочат, че остров Йоланд е населен през 8 хилядолетие пр.н.е., като разкопките датирани от палеолита показват присъствие на култура на ловци-събирачи . През ранната каменна епоха заселници от основната земя достигат острова по леда върху протока Калмарсунд. Археологически доказателства за човешка дейност от 6 хилядолетие пр.н.е. са селищата от каменната епоха около Албю и други места на острова. Гробове от желязната епоха до викингската епоха са запазени в Йетлинге и Хултерстад и няколко други места, с присъствие на каменни кораби.
На територията на остров Йоланд са открити деветнадесет укрепления от каменната епоха, като едно от тях – Екеторп е напълно проучено и в него са открити и документирани над 24 000 археологически находки.
Островът започва да се споменава в пътеписи и исторически хроники още през 9 век , но е възможно сведенията за съществуването му да са още по-ранни .
По време на Средновековието остров Йоланд е управляван от местни владетели, на периоди под шведско или под датско влияние. В началото на 17 век островът става владение на шведската корона, което води до драстични промени. Населението е подчинено на интересите на короната, като правото на лов е силно ограничено и дори притежанието на ловни кучета е забранено. През 1653 година, по времето на Карл X Густав в южната част на острова се изгражда стена . Целта на това съоръжение е възпрепятстването на свободното движение на кралския дивеч и преди всичко демонстрация на власт. Подчиненото местно население е принудено да изгради безвъзмездно тази стена с труд под различни форми .
Остров Йоланд е и мястото на сражение от 17 век за доминиране в Балтийско море, известно като Битка при Йоланд. Битката се води между съюзния датско-норвежко-холандски флот и флота на кралство Швеция на 1 юни 1676 година . Малко преди започване на битката, шведският флагмански кораб „Короната“ (на шведски: Kronan) потъва с целия екипаж на борда и адмирал на короната Лоренц Кройц . Съюзническите сили се възползват от хаоса в шведския флот. В резултат корабът на втория по ранг главнокомандващ адмирал Клас Угла е обграден и подпален. След загубата на двама адмирали, паниката от шведска страна е огромна и останалата част от флота се оттегля в безпорядък. Сражението завършва с красноречива победа на съюзническия флот, водещо до военно надмощие на Дания в рамките Балтийско море и последвало нахлуване на датски войски в Сконе .
Животът на остров Йоланд в миналото е изключително труден. Допреди изкуственото залесяване на острова в началото на 20 век на територията на острова няма големи гори и следователно дървен материал. Единственото изключение са запазените кралски лесове в северната част на острова в т. нар. „Парк Бьода“, но тези гори са под протекцията от короната . Земеделието е силно затруднено от сухия климат на острова и честата ерозия на повърхностния слой почва. Източникът на храна за местното население е преди всичко от риболов и животновъдство.
Остров Йоланд е със статут на кралски остров до началото на 19 век, което допринася за масирана изолация и лоши търговски условия. Единственият приход за острова са кралските подаяния . Със свалянето на статута на кралски остров и отменянето на някои данъци, както и с навлизането на картофите като земеделска култура, оцеляването на острова започва да става по-лесно. От 1840 до 1870 година, популацията на острова се увеличава четирикратно от 10 000 до около 40 000 души . Но през следващите десетилетия в резултат на лоши реколти и увреждане на културата от картофи, започва естествена емиграция към континента. Населението отново намалява до около 20 000 в периода 1870 до 1970 година. Индустриализацията на острова е относително ниска и с изключение на градовете Борихолм и Мьорбюлонга, останалата част на острова запазва своя аграрен облик в ранния 20 век.
През 1906 година започва изграждането на теснолинейна железопътна линия в северната част на острова и през 1910 година е възможно пътуването с влак от Отенбю в южната част до Бьода в северната част – разстояние от 151 km. През 1947 година железопътната линия е закупена от шведските железници и през 1948 година посредством ферибот е възможно придвижването и до основната земя по линията. Тази железопътна линия е закрита през 1961 година, като отделни сегменти и влакови композиции са запазени като музейни експонати.
В началото на 20 век, бъдещето на острова е застрашено няколко пъти. Геополитическата стойност на острова се откроява в периода между двете световни войни, когато дори са правят планове за изкуственото наводняване на южната част с цел затрудняване на овладяването на острова при евентуална вражеска атака. Основната опасност обаче е в слабата икономика на острова, която е почти изцяло базирана на земеделие и търговия на местните пазари. След Втората световна война, запасите от храна са силно изчерпани и това е причина за рационализирането на фермите на острова. С цел избягване на пълното обезлюдяване на острова и липсата на туристически поток, шведския парламент решава през 1964 година построяването на мост между Калмар и остров Йоланд. С изграждането на най-дългия мост в Швеция се постига икономическа стимулация на региона, създават се постоянни работни места и се улеснява бизнесът и индустрията на острова.
Мостът Йоланд е завършен през 1972 година и това променя демографската картина на острова . Град Ферестаден се превръща от третия по-големина в най-населения град на острова, благодарение на близостта си с моста и съответно с основната земя. Другите два големи града Борихолм и Мьорбюлонга също нарастват и започват да се развиват . Туризмът на острова се улеснява и става все по-атрактивен .

### Герб на провинция Йоланд
Гербът на историческата провинция Йоланд е официално даден през 1560 година при погребението на Густав Васа  и за първи път се появява през 1962 година. В този оригинален, но сгрешен вариант, гербът на Йоланд представлява два червени елена на фона на девет сребърни рози. През 40-те години на 20 век, грешката е открита и тогава (почти 400 години по-късно) гербът на Йоланд е сменен . Първоначалният вариант е предназначен за близката по звучене островна провинция Оланд . Деветте бели рози във фона с двата червени елена от първоначалния герб са същите бели рози, които стоят на герба на Финландия, чието владение са и Оландските острови. През 1569 година на Оландските острови е даден герб с елен, което е странно поради факта, че фауната на островите Оланд няма големи елени, но елени се срещат на остров Йоланд. Двата герба са разменени през 16 век.
През 1944 година, шведските кралски хералдисти, премахват стария герб на провинция Йоланд и предлагат варианта даден вече на Оланд. Съответните власти във Финландия са уведомени, но те не предприемат стъпки по смяна на герба на Оланд и не желаят да приемат първоначалния герб на Йоланд с деветте бели рози и двата червени елена. Това противопоставяне налага промяната на герба на Йоланд още веднъж до съвременния вариант, включващ червена якичка и смяна на облика, рогата и копитата.
|  |  |  |  |

## География
Йоланд е вторият по големина шведски остров, след Готланд. Разположен е в Балтийско море, близо до бреговете на лен Калмар. Отделен е от основната земя посредством протока Калмарсунд, но е инфраструктурно свързан с нея посредством моста Йоланд. Най-северната точка на острова е с координати 57°22′07″ с. ш. 17°05′12″ и. д. / 57.368611° с. ш. 17.086667° и. д., а най-южната е с координати 56°11′41″ с. ш. 16°24′04″ и. д. / 56.194722° с. ш. 16.401111° и. д., като самият остров се разполага между 16 и 17 меридиан. Формата на остров Йоланд е издължена в посока север-юг, а общата му площ е 1344 km2 . Дължината на острова е около 137 km в най-дългата си част, а в най-широката си част островът е дълъг 16 km . Най-високата точка на острова е 57,4 метра над морското равнище, разположена в Рьосльоса .

### Крайбрежна ивица
Крайбрежната ивица на остров Йоланд е дълга около 500 km и е подразделена на няколко зони, отличаващи се със специфичен изглед. Растителността и животинският свят са тясно специализирани към точно определен тип ландшафт. Различават се няколко типа брегова ивица – абразивна, камениста, пясъчна и тревиста.
| Абразивна брегова ивица | Абразивна брегова ивица |
| ----------------------- | --- |
| Абразивна брегова ивица | От град Борихолм до северните части на острова, бреговата ивица се характеризира с абразивен тип скали . Основните варовикови седиментни скали са били изложени на влиянието на леда и морските вълни в продължение на хилядолетия. В резултат на това се е оформил дълъг стръмен бряг с няколко малки залива. По продължение на бреговата ивица почти липсва растителност, поради суровите условия и липсата на почва . Единствено в пролуките и скалните цепнатини могат да се забележат сибирски лук (Allium schoenoprasum), растения от семейство Дебелецови и редица папрати .                                                                                                |
| Камениста брегова ивица | |
| Камениста брегова ивица | Северният нос на острова и околностите се характеризират с камениста брегова ивица . Този тип брегове са не толкова стръмни и са изцяло покрити с обли камъни . Самите камъни са отложени при морски бури, като по-дребните частици и пясък са отмити от морските вълни. Каменистите брегове са също бедни на растителност, но условията около тях предразполагат наличието на растителен и животински свят. Така например по крайбрежната ивица от този тип се срещат растителни видове като зловонния здравец (Geranium robertianum) и редица растения от семействата Грапаволистни, Кръстоцветни и Олеандрови . Около и под камъните има богата фауна от безгръбначни животни . |
| Пясъчна брегова ивица   | |
| Пясъчна брегова ивица   | Такъв тип брегова ивица се разполага на източната част на острова и на отделни други места . Пясъкът не осигурява богата среда за живот на растенията и единствените представители са треви и полувисоки храсти. На остров Йоланд се разполага и един от най-дългите пясъчни плажове в Северна Европа, дълъг около 6 km, в миналото притежавал и пясъчни дюни . |
| Тревиста брегова ивица  | |
| Тревиста брегова ивица  | В източната централна и южна част на острова се разполага тревиста брегова ивица, която е прорязана от заливи и мочурливи местности . Тези брегове са относително разлати и богати на растителност . Но именно поради близостта на морето и честото наводнение на тези територии, растителните видове са специфични и способни да оцелеят в бракични води. Южната част на източното крайбрежие е със сравнително права и широка брегова ивица, покрита със зелена растителност. На няколко места има и единични скалисти брегове, но без стръмни брегове . |

### Езера и водни площи
Тъй като остров Йоланд е доста равен, няма условия за формиране на големи езера . Въпреки това на острова има голямо вътрешно езеро и редица по-малки езерца. Поради честото наводняване на площи, могат да се открият и редица мочурища.
Най-голямото езеро на острова е Хорнсшьон (на шведски: Hornsjön) . Първоначално езерото е било голям залив, но с издигането на острова, то се затваря и формира самостоятелен воден басейн . Средната дълбочина е около 1,3 m, но най-дълбоката му точка е 4 m . Езерото Хорншьон е богато на растителност, а в него се срещат около дузина видове риба . Езерото е и място за гнездене на редица видове птици. Близо до Хорншьон се намират руините на Клостерхолмен (на шведски: Klosterholmen). В миналото се е предполагало, че това е била монашеска обител, но по-новите изследвания го описват като средновековно укрепление със стратегически функции .
На остров Йоланд има и по-малки езерца, част от които разположени на варовикови почви. Някои от тях пресъхват напълно през сухите летни сезони.
Почти всички мочурища на острова се използват за пасища още от древни времена . Мочурищата играят важна роля в икономиката на острова, тъй като не само осигуряват фураж за животните, но позволяват и отглеждането на редица земеделски култури . Торфените блата и мочурливите местности са богати на живот. Наличието на вода, както и варовиковите почви придават характерен изглед на тези места.
Някои от по-големите блата на острова са Игелмосен (на шведски: Igelmossen), Хьогсмосен (на шведски: Högsmossen), Линдсмосен (на шведски: Lindsmossen) и Трибериа мосе (на шведски: Triberga mosse) .

### Реки
На остров Йоланд няма големи реки, поради сравнително малките си размери и липсата на високи планини. Въпреки това на територията му има няколко малки реки и речни потоци . Една от по-големите реки е Фрьослундабекен (на шведски: Frösslundabäcken), вливаща се в Балтийско море . Други забележителни реки са Обюбекен (на шведски: Åbybäcken) и Окербюбекен (на шведски: Åkerbybäcken) .

## Икономика
Морето е важно за развитието на острова, тъй като осигурява поминък посредством търговия и риболов. По време на желязната епоха, именно търговията е в основата на островното общество, а риболовът винаги е източник на хранителни ресурси за населението. Индустриализацията на Йоланд в миналото е ниска, но на острова има няколко фабрики с регионално икономическо значение. Повечето от промишлените зони на острова са съсредоточени в западната част, близо до град Калмар, поради бърза връзка с основната земя. След построяването на моста Йоланд, се създават и нови възможности за производство и търговия.
Към 21 век, икономиката на остров Йоланд е базирана преди всичко върху земеделие и сродна лека промишленост, както и риболов. 24% от работната ръка е ангажирана в секторите земеделие и риболов, а леката промишленост е пряко зависима от тези сектори . Друга част от трудовата заетост е в рамките на компании и малки предприятия, свързани с основните индустрии на острова. Поради тази причина, икономиката е обвързана с доставката на местни суровини. Индустриалният сектор е доминиран от хранителната промишленост и минно дело в каменните кариери .
Туристическата индустрия е също важен източник на приходи, като голяма част от местното население обслужва хотели и ресторанти на острова. Около 43% от населението работи в сферата на услугите . Част от фермите не са обвързани с определена компания, а доставят продукция на местния пазар. Характерни са и свободни занаяти, преди всичко продължавайки традицията от миналото .

### Индустрия
Първата фабрика за производство на стипца „Ловерш алунбрук“ (Lovers alunbruk) е построена на остров Йоланд през 1723 година . Разположена е близо до Дегерхамн , където има залежи от алуминиеви шисти. Тъй като производството е силно енергоемко, а на острова няма големи гори, положението на фабриката е избрано с цел по-лесна доставка на дървен материал от основната земя. Това е счетено за нецелесъобразно, затова фабриката е преместена около Хагбю на основната шведска земя през 1724 година. Въпреки това на остров Йоланд продължават да се добиват необходимите минерали и каменната кариера осигурява известен поминък.
През 1804 година е построена нова фабрика за стипца на остров Йоланд, близо до Дегерхамн – „Сьодра брукет“ (Södra bruket), този път много по-успешна . За около две години тази фабрика започва да конкурира фабриката „Ловерш алунбрук“ край Хагбю. Основен проблем на тази индустрия е липсата на работна ръка на острова, поради което са привлечени квалифицирани работници от основната земя. През 20-те години на 19 век, фабриката „Сьодра брукет“ има назначени 322 работници, от които 116 деца . Това я прави най-голямата фабрика за производство на стипца в Скандинавия за това време . „Сьодра брукет“ функционира до 1886 година, когато сменя собственика си, но продължава да функционира за известен период от време . Фабриката е закупена заедно с фабриката „Ловерш алунбрук“ в Хагбю от новооснованото дружество „Йоландс Цемент АБ“ (Ölands Cement AB) . Дружеството се основава през 1886 година, а две години по-късно е завършена и циментена фабрика на острова . Циментовата фабрика на Йоланд е разположена отново близо до Дегерхамн, което концентрира голяма промишлена мощ около това населено място . Началото не е много успешно, тъй като методът за производство на цимент е неефективен и материалът е с лошо качество . Това води до големи закъснения и високи производствени разходи. Производственият процес доставя половината от предвиденото и фабриката преустановява дейност през 1895 година . Дружеството се трансформира в „Йоландс Нов Цемент АБ“ (Ölands Nya Cement AB) през 1896 година и циментовата фабрика е отново отворена, този път с добра печалба . За това допринася и разширяването на пристанището край Дегерхам, както и смяната на машините и методологията. Фабриката функционира и през 21 век, като през 20 век доставя високоспециализирани цименти и бетони, като тези използвани за построяването на редица мостове в Швеция (например Йоланд и Йоресунд) .
Идеята за фабрика, произвеждаща нишесте на остров Йоланд датира от 1907 година и е приписвана на Карл Хултман . Фермери от острова се включват в инициативата и скоро след това през 1916, фабриката е построена край Фьора . Основна суровина за производството на нишесте са картофите, отглеждани на острова. Фабриката функционира за известен период, като през 21 век е преустроена в търговска къща, с прилежащ музей на занаятите .
През 20-те години на 20 век, шведският инженер Юан Аксел Ериксон започва да експериментира за създаването на нов строителен материал, вид газобетон, който става популярен под названието „Итонг“. Първата фабрика за итонг е създадена през 1929 година в Хелабротет, но скоро след това през 1939 година, започва строежа на подобна фабрика и на остров Йоланд . Фабриката за итонг на острова е разположена край Грьонхьоген и започва производство през 1943 година . Фабриката на Йоланд в пиковия си период работи на три смени и произвежда около 450 m3 итонг на ден. След разкритието през 1972 година, че итонгът, произведен по класически методи, включва радиоактивни елементи производството отмира и напълно спира няколко години след това.
На остров Йоланд е изградена и захарна фабрика, която функционира до началото на 21 век . Захарната фабрика на Йоланд е построена през 1907 година, близо до Мьорбюлонга. Суровина за производството на захар е захарното цвекло, което е доставяно от основната земя, но има и местно производство . Мелницата към фабриката е започва работа през 1908 година, а през 50-те години на 20 век, фабриката претърпява редица модернизации с цел производство на гранулирана захар . В началото захарната фабрика осигурява работа на около 40 души, а няколко десетилетия по-късно на 350 души персонал . През 60-те години на 20 век, захарната фабрика е пред закриване няколко пъти, но държавното субсидиране предотвратява фалит. Най-накрая през 1991 година фабриката е закрита, а сградата е съборена през 1994 година .
На 1 април 1975 година на остров Йоланд край Мьорбюлонга е открита фабрика на концерна „Форшеда“ (Forsheda) . Фабриката е концентрирана върху производството на гуми и изолационни материали. „Форшеда“ снабдява шведската армия, както и компании като Волво, Скания, СААБ и Електролукс . Производството е на две смени, като в него са ангажирани около 70 работници (65% мъже и 35% жени) . Общата печалба на предприятието е 70 милиона шведски крони на година .
Друга важно предприятие е птицефермата с марката „Гулдфогелн“ (Guldfågeln), край Мьорбюлонга . Производствената линия включва ферми за отглеждане на пилета в екологични условия и кланица, от която излизат птици и птичи продукти за реализация в ресторанти и магазини . Осигурява работа на около 170 души .

### Риболов
Риболовната индустрия на остров Йоланд, поне в миналото няма огромен размер . Въпреки добрите рибни ресурси, липсата на транспорт и трудностите за доставка на време, ограничават рамките на риболовната индустрия. Малкият местен пазар се пренасища сравнително бързо, а появата на лед около острова парализира риболова за няколко месеца в годината .
Балтийско море не е така богато на видове риба, както Атлантическия океан или Северно море. Видовете риба около острова са атлантическа херинга, цаца, калкан и други . Отделно сьомгата и европейската змиорка са важен обект на риболов . Поради ниската соленост на Балтийско море, понякога могат да се уловят и риби, нормално живеещи в сладки води .
През Средновековието риболовът е включва предимно улов на херинга и сьомга . Понякога и кралските такси са плащани именно в риба . През определени периоди (например между 1260 – 1341 година, както и между 1556 – 1580 година), наличието на херинга е обилно .
В началото на 20 век, броят на рибарите на острова намалява наполовина, но през тежките години около двете световни войни риболовът отново става атрактивен . Към края на 20 век, има нов спад в риболовната индустрия, основно поради високите изисквания и липсата на работна ръка . Въпреки това уловът на змиорки и сьомга запазва важността си, благодарение на държавни субсидии .

## Население
Населението на остров Йоланд към 31 декември 2013 година е 24 987 души  и е съсредоточено в няколко големи населени места. Селищните центрове (на шведски: tätort), които по дефиниция са с население над 200 души са пет в община Борихолм и девет в община Мьорбюлонга (към 31 декември 2010 година). На острова има и значителен брой много малки населени места (на шведски: småort), които по дефиниция имат население между 50 и 199 души. Голяма част от населението на острова е разпръснато и в малките населени места.

### Динамика на населението
Населението на остров Йоланд е относително постоянно през последните няколко десетилетия, като се колебае между 20 000 и 25 000 души .

## Геология
Остров Йоланд се оформя геоложки преди около 570 милиона години , което го прави сравнително млада геоложка форма. По това време има вече изградена носеща скала, върху която започват да се наслояват редица други материали . Балтийският щит, който включва и остров Йоланд се отделя като самостоятелно образувание и се намира в областта около южния тропик. Балтийският щит и това което ще стане остров Йоланд се придвижват бавно на север и в продължение на милиони години се оформя основната скала на острова.
Геоложките форми, които могат да се видят на повърхността на острова са формирани през последната ледникова епоха, която започва преди 70 000 години . Ледът започва да се отдръпва в южните части на Швеция преди 13 000 години . При окончателното стопяване на леда, част от скалите които са в ледения капан се потапят дълбоко в морето, а друга част остават на острова. Йоланд по това време е под вода, но започва да се издига и преди около 10 – 11 000 години се показва на повърхността . Частите на острова, които се издигат над водата първи са централната и южните области .

### Носеща скала
Носещата скала на остров Йоланд е изградена от седиментни (утаечни) скални наслаги . Върху повърхността на балтийския щит се разполагат слоеве от пясъчник, алуминиеви шисти и варовик. По фосилните остатъци може да се съди, че слоевете са формирани на големи дълбочини в тропическите морета . Обяснение за това е придвижването на континентите. Преди около 500 милиона години, територията на днешна Швеция е разположена далеч на юг, приблизително около екватора . Различни условия, включително концентрацията на кислород, са причина за различния цвят на варовиковите отлаги на острова .
Основната скала се формира през камбрий и ордовик, или в периода преди 550 до 440 милиона години . Различните слоеве са разграничени по това какви фосилни остатъци се намират в тях. Основната скала на острова е наклонена на изток, като това означава, че геологично най-младите скали са в източната част на острова.

### Каменни колони
В северната част на западния бряг, се разполага област в която има множество каменни колони. Формацията наброява 120 отделни единици с височина до 4 метра. На други места на острова по западния бряг също има подобни формации. Сред причините за образуването на подобни структури са вертикални пукнатини във варовиковата скала, разлики в присъствието на глина в отделните слоеве варовик, както и ерозията самата скала .

## Природа
Носещата скала на остров Йоланд е изградена предимно от варовик, формиран през ордовик, лежащ върху пластове от пясъчници и алумосиликати от камбрий. Това до известна степен определя и ландшафта на острова, а самият варовик е ценен строителен материал в цяла Швеция. Камбрийският трилобит Eccaparadoxides oelandicus е наименуван в чест на остров Йоланд .
Доминиращата естествена среда на острова е подобна на тази в природния и културен резерват известно като „Стура Алварет“. Цялата южна част на острова, включваща както „Стура Алварет“, така и околностите, е включена в списъка на световното културно и природно наследство на ЮНЕСКО под името „Аграрен район на Южен Йоланд“. Тази естествена среда е място на обитание за редица редки и защитени биологични видове.
Първото документирано изследване на биотопите на острова е през 1741 година при посещението на шведския природоизпитател Карл Линей . Той описва необичайната екосистема:
| „ | Важно е да се отбележи, че растенията са способни да оцелеят на най-сухите и безплодни места върху алвара. | “ |

| Орхидеи в естествена среда на остров Йоланд. |  | Helianthemum nummularium от остров Йоланд. |
| Орхидеи в естествена среда на остров Йоланд. |  | Helianthemum nummularium от остров Йоланд. |

Някои реликтни видове са запазени от ледниковата епоха и присъстват във флората на областта „Стура Алварет“. Голямо разнообразие от диворастящи цветя и други растения, виреят върху песъчливите варовикови почви на острова. Някои от по-типичните видове включват растения от род Sedum, Artemisia oelandica (ендемичен за Йоланд), храстовиден очиболец (Potentilla fruticosa), обикновен жълтак (Helianthemum nummularium) и други . На острова растат и орхидеи в естествена среда, като например обикновената петниста орхидея (Dactylorhiza fuchsii). Повечето от диворастящите цветя цъфтят от май до юли.
Няколко типа треви се намират на острова, включително от род Arrhenatherum, и често използваната за декоративно растение овча власатка (Festuca ovina). Откриват се и гъби – Hygrocybe acutoconica, Lepiota erminea и други. Въпреки че алварните почви са известни със специфичните сухи условия на живот, това не е единственият тип биотоп на острова. В редица мочурища и езерца има сезонни водни растения и водорасли.
Фауната на областта „Стура Алварет“ е сравнително богата и екзотична . Наред с често срещаните шведски насекоми, се срещат и много редки видове. Специфичната растителност е причина за появата на видове, които не се срещат на други места в цяла Северна Европа. Някои от по-често срещащите се видове насекоми са пеперудата кафявопетнист сатир (Hipparchia semele), полутвърдокрилото Lygaeus equestris, скакалецът Omocestus haemorrhoidalis. Скакалецът Sphingonotus caerulans е често срещан в южна и централна Европа, но понякога мигрира и до остров Йоланд. Друг вид скакалец (Bryodema tuberculata) се среща единствено на остров Йоланд от цяла Швеция .
„Стура Алварет“ се отличава и със специфична фауна от пеперуди. Повечето от видовете пеперуди са тясно свързани с определен вид растение.
В околностите на мочурищата на острова се срещат птиците от видовете черноопашат крайбрежен бекас (Limosa limosa), обикновена калугерица (Vanellus vanellus), черна рибарка (Chlidonias niger). Най-често срещаната птица в рамките на „Стура Алварет“ е полската чучулига (Alauda arvensis), която предпочита открити местности. Такъв е и случаят и със сивото каменарче (Oenanthe oenanthe), което нормално гнезди върху варовикови скали. По откритите части на острова се среща и златиста булка (Pluvialis apricaria) . На местата, където растителността е по-висока или има храсти, се среща и ръждивогушо ливадарче (Saxicola rubetra) и червеногърба сврачка (Lanius collurio) . През есента могат да се видят и прелетни птици от семейство Жеравови. През зимата, понякога индивиди на скален орел (Aquila chrysaetos) и морски орел (Haliaeetus albicilla) се преместват на острова. В скални цепнатини в крайните части на „Стура Алварет“ се среща северен славей (Luscinia luscinia), беловрата мухоловка (Ficedula albicollis) и авлига (Oriolus oriolus) .
Целият остров е достъпен посредством път №136, но редица местности имат специален статут и съответно са по-трудни за посещение.

## Културни забележителности
На територията на остров Йоланд се разполагат голям брой културни и исторически забележителности. Голяма част от тях са запазени и достъпни за посещение. В резултат на многовековната история, на острова могат да се открият монументи от каменната и желязната епоха, дворци от Средновековието и по-ново време, постройки в резултат на урбанизацията на острова, както и редица културни паметници.

### Замъци и дворци
| Замъкът „Борихолм“ |  | Дворецът „Солиден“ |
| Замъкът „Борихолм“ |  | Дворецът „Солиден“ |

Една от културните забележителности на остров Йоланд е замъкът Борихолм, построен между 1669 и 1709 година в чест на кралица Хедвиг Елеонора. Замъкът е проектиран от известния шведски архитект Никодемус Тесин Старши и лежи върху основите на по-стара крепост. Предполага се, че основите на тази крепост са положени през 12 век. Близо до него е и имението Халторп, с което има пряка връзка. Замъкът Борихолм е унищожен от пожар на 14 октомври 1806, но руините продължават да бъдат туристическа атракция.
Близо до замъка Борихолм се разполага дворецът Солиден, представляващ лятна резиденция на шведското кралско семейство. „Солиден“ е построен от кралица Виктория Баденска като луксозно място за летен отдих, придружено с дървесна градина в италиански стил и така наречения в Швеция „английски парк“. Самият дворец „Солиден“ е проектиран от шведския архитект Торбен Грут . Сградата е в италиански стил на три етажа. Част от детайлите са от италиански мрамор, но друга използва ценения варовик от остров Йоланд . Настоящият крал на Швеция Карл XVI Густаф наследява замъка през 1950 година и оттогава е често използван за прекарване на летните месеци .

### Вятърни мелници
| Вятърна мелница край Сандвик |  | Вятърна мелница край Страндторп |
| Вятърна мелница край Сандвик |  | Вятърна мелница край Страндторп |

На територията на остров Йоланд могат да се забележат множество дървени вятърни мелници, останка от поминъка на местните жители през миналите векове. Датирането на вятърните мелници на острова не е завършено, но се счита, че първите са построени през Средновековието . Повечето вятърните мелници се появяват на острова през 18 век, но най-старата от тях е от 1546 година . През 19 век на острова има около 2000 вятърни мелници, като в началото на 20 век повечето от тях са запазени. Почти всяка ферма от това време разполага с вятърна мелница, тъй като индустриализацията на острова през 19 и началото на 20 век е относително слаба. През 1860 година се появява и нов стил – т. нар. холандска мелница, като според музея на лен Калмар, към началото на 21 век има около 25 запазени мелници, построени в холандски стил . Общата бройка на запазените вятърните мелници в началото на 21 век е 355 отделни единици . Процесът на редуциране на броя започва през 20 век, когато повечето от съществувалите 2000 мелници спират да се поддържат и са дори разрушени. Най-голямата запазена вятърна мелница на острова е разположена близо до Бьорнховда. Реконструкцията на вятърните мелници е скъпо начинание, но те представляват важен културен паметник от миналото на острова. Затова през 2008 година е създадена специална фондация, която се грижи за стопанисването и реконструкцията на това културно наследство .

### Археологически обекти
| Каменен кораб, Йетлинге |  | Крепостта „Екеторп“ |
| Каменен кораб, Йетлинге |  | Крепостта „Екеторп“ |

Други места с културно значение са археологическите разкопки на праисторическите селища около Йетлинге и Хултерстад. В района на Йетлинге се намират погребални монументи известни като каменни кораби, а около Хултерстад има множество гробове на викинги, представляващи археологичен интерес.
Типични за острова са и укрепленията датирани от каменната епоха, като например крепостта Екеторп. На остров Йоланд са открити няколко десетки укрепления от този тип, но най-проученото е Екеторп. Археологическите разкопки на крепостта се извършват в периода от 1963 – 1964 година под ръководството на Мартин Стоне Бериер . От археологическите работи са документирани над 24 000 находки. След приключване на проучванията, крепостта Екеторп е реконструирана и е отворена за посещение. Други важни крепости и укрепления от каменната и желязната епоха са Исманторп, Гробори, Сандбю, Борбю, Трибериа и Требю .

### Стена на Карл X Густав
Стената на Карл X Густав е построена през 1653 година от местното население по заповед на краля . Двуметровото заграждение се разпростира от бряг до бряг, като отделя територията на кралските ловни земи. Изградена е от варовикови камъни и е разположена северно от кралската резиденция край Отенбю. Дължината на стената е около 5 km и е прекъсната единствено от два пътя. Освен като заграждение на дивеч, се смята, че целта ѝ е демонстрация на власт.

### Музеи
През 1959 година на остров Йоланд е открит музеят на открито край Химелсбериа, който по-късно прераства в „Музей на Йоланд“. В него е запазена архитектурата на т. нар. „село в ред“ – специфична организация на къщите близо една до друга в два реда по продължение на път. Този тип селища са били характерни за Скандинавия и Германия, при липса на общи обработваеми земи.
На около 9 km южно от град Борихолм е разположен музеят „ВИДА“ (VIDA Museum) . Това е музей на изкуството и арт-галерия, разположен в сграда съчетаваща стъкло, бетон, желязо и дърво на обща площ от около 2000 m2. Музеят „ВИДА“ отваря врати през юни 2001 година, а през 2003 година към него е добавена нова част . Музеят показва произведения на изкуството от местни и международни художници и скулптури.
В кралския парк Бьода има изграден музей, посветен на историята на железниците на остров Йоланд . Представлява кратка железопътна линия, върху която се организират пътувания с влакове, теглени от стари локомотиви.

### Морски фарове
Морският транспорт около остров Йоланд е сравнително интензивен, което в миналото налага построяването на няколко морски фара за навигация. В южната част на острова има опасни рифови скали, на север силният вятър често преобръща кораби, а на изток се разполагат плитчини . Строежът на фарове започва през 17 век, с наклонени фарове, като първият наклонен фар е посочен на навигационна карта от 1677 година. Масовият строеж на морски фарове на острова и околностите става през средата на 19 век, когато параходният трафик става интензивен .
| Морският фар „Дългият Ерик“ |  | Морският фар „Дългият Ян“ |
| Морският фар „Дългият Ерик“ |  | Морският фар „Дългият Ян“ |

Близо до най-северната точка на острова има изграден морски фар наречен „Дългият Ерик“ (на шведски: Långe Erik) . Със своите 32 метра, той е малко по-нисък от аналогичната структура в южните части на острова . Разположен е върху малък остров недалеч от Йоланд, но е свързан с мост, построен през 1965 година . Фарът „Дългият Ерик“ започва да работи през 1845 година с осветление захранвано от рапично масло . През 1947 година се електрифицира и до 1976 година е имал персонал от трима души . През 1991 година оригиналното осветление е заменено с автоматична система, монтирана на терасата на фара .
В южната част на острова се разполага друг фар, наречен „Дългият Ян“ (на шведски: Långe Jan). Висок е 42 метра, което го прави най-високия фар в цяла Швеция . Построен е през 1785 година и оригинално работи с каменни въглища . Впоследствие претърпява редица преустройства и през 1948 година е електрифициран . Към началото на 21 век е напълно автоматизиран и не изисква постоянен обслужващ персонал. Видимостта от фара е около 26 морски мили . Към фара „Дългият Ян“ има функциониращ музей, посветен на историята на фаровете в Швеция, а терасата на фара е често използвано място за наблюдение на птици.
Друг важен морски фар е този край Хьогбю. Построен е през 1897 година, като първоначално светещата част на фара е произведена в Стокхолм и впоследствие пренесена на текущото място . Височината на този фар е 23 метра, а видимостта около 12 морски мили .
На остров Йоланд и околностите има още няколко морски фара, повечето от които напълно автоматизирани. Инцидентите във водите около Йоланд през 21 век са относителна рядкост .

### Събития
На остров Йоланд ежегодно се провежда есенен панаир, посветен на земеделската реколта (на шведски: Skördefest). Идеята за провеждането на панаира датира от 28 октомври 1996 година , когато Свен Екбери разпечатва на пишеща машина първоначалните планове за организиране на събитието. Скоро след това есенният панаир започва да става популярна атракция за местното население. Есенният панаир се провежда през септември или октомври и представлява събиране на фермери от цялата страна с цел търговия. Освен това в рамките на панаира се организират различни мероприятия и изложби, кулминиращи в т. нар. „Нощ на изкуството“ (на шведски: Konstnatten). Голяма част от фермите на острова са отворени за посещение, където туристите могат да се запознаят с ежедневния живот на местните жители. Честа гледка са тиквите, поставени на върха на сламена купа, служещи за сигнал за наличност на стоки за продан. Като част от фестивала, в град Борихолм ежегодно се издига скулптора на плашило, направено от тикви (на шведски: pumpagubbe), която се превръща в символ на успешна реколта.

## Йоланд в литературата
- Остров Йоланд се споменава в книгата „Чудното пътуване на Нилс Холгерсон през Швеция“, написана от шведската писателка, нобелов лауреат Селма Лагерльоф. Детайли от географията и природата на острова са обект на главите X, XI и XII от книгата, представени в интересна за деца форма, тъй като книгата е замислена оригинално като помагало по география.
- Шведският природоизпитател Карл Линей описва подробно пътешествието си на островите Йоланд и Готланд в пътеписа си от 1745 година озаглавен „Йоландско и готландско пътешествие“, като акцентира на флората, фауната и геологията на острова.
- Романтичният поет и драматург Ерик Стагнелиус е роден на Йоланд и често пише стихове вдъхновен от острова [57].